# Liste der Kulturdenkmale in Oberplanitz
Die Liste der Kulturdenkmale in Oberplanitz enthält die in der amtlichen Denkmalliste des Landesamtes für Denkmalpflege Sachsen ausgewiesenen Kulturdenkmale im Zwickauer Ortsteil Oberplanitz.

## Legende
- Bild: Bild des Kulturdenkmals, ggf. zusätzlich mit einem Link zu weiteren Fotos des Kulturdenkmals im Medienarchiv Wikimedia Commons. Wenn man auf das Kamerasymbol klickt, können Fotos zu Kulturdenkmalen aus dieser Liste hochgeladen werden:
- Bezeichnung: Denkmalgeschützte Objekte und ggf. Bauwerksname des Kulturdenkmals
- Lage: Straßenname und Hausnummer oder Flurstücknummer des Kulturdenkmals. Die Grundsortierung der Liste erfolgt nach dieser Adresse. Der Link (Karte) führt zu verschiedenen Kartendiensten mit der Position des Kulturdenkmals. Fehlt dieser Link, wurden die Koordinaten noch nicht eingetragen. Sind diese bekannt, können sie über ein Tool mit einer Kartenansicht einfach nachgetragen werden. In dieser Kartenansicht sind Kulturdenkmale ohne Koordinaten mit einem roten bzw. orangen Marker dargestellt und können durch Verschieben auf die richtige Position in der Karte mit Koordinaten versehen werden. Kulturdenkmale ohne Bild sind an einem blauen bzw. roten Marker erkennbar.
- Datierung: Baubeginn, Fertigstellung, Datum der Erstnennung oder grobe zeitliche Einordnung entsprechend des Eintrags in der sächsischen Denkmaldatenbank
- Beschreibung: Kurzcharakteristik des Kulturdenkmals entsprechend des Eintrags in der sächsischen Denkmaldatenbank, ggf. ergänzt durch die dort nur selten veröffentlichten Erfassungstexte oder zusätzliche Informationen
- ID: Vom Landesamt für Denkmalpflege Sachsen vergebene, das Kulturdenkmal eindeutig identifizierende Objekt-Nummer. Der Link führt zum PDF-Denkmaldokument des Landesamtes für Denkmalpflege Sachsen. Bei ehemaligen Kulturdenkmalen können die Objektnummern unbekannt sein und deshalb fehlen bzw. die Links von aus der Datenbank entfernten Objektnummern ins Leere führen. Ein ggf. vorhandenes Icon  führt zu den Angaben des Kulturdenkmals bei Wikidata.

## Oberplanitz
| Bild                                    | Bezeichnung | Lage                                | Datierung                     | Beschreibung | ID       |
| --------------------------------------- | --- | ----------------------------------- | ----------------------------- | --- | -------- |
| Direkt Bild zu diesem Denkmal hochladen | Ehemaliges Wohn- und Verwaltungsgebäude der Ortskrankenkasse Planitz, heute Kindertagesstätte                                                                       | Äußere Zwickauer Straße 1a (Karte)  | 1927                          | zeittypischer architektonisch anspruchsvoll gestalteter Putzbau in sehr gutem Originalzustand von stadtgeschichtlicher und baugeschichtlicher Bedeutung. Zweigeschossiger Putzbau, Sockel Naturstein in Schichtmauerwerk, halbrunder turmartiger Treppenhausvorbau an der Nordseite mit blechgedecktem geschweiftem Zeltdach, Fensterbankgesims im Obergeschoss, Fassadenfarbe olivgrün – durchgefärbter Putz, Fenster- und Türeinfassungen sowie Gesimse in rotem Porphyrton, Fenster an der Südwestseite im Erdgeschoss spitzbogig, breit gelagert, im Obergeschoss generell Rechteckfenster, im Giebeldreieck des straßenseitigen zweiachsigen Dacherkers Dreieckfenster, geschweiftes Walmdach, Gauben ebenfalls mit Walmdach, an der Traufseite Süd/West zweiachsiger Dacherker mit Satteldachabschluss. | 09300142 |
| Direkt Bild zu diesem Denkmal hochladen | Landkaufhaus | Äußere Zwickauer Straße 44 (Karte)  | 1886                          | Putzbau in gutem Originalzustand, früher im Besitz der jüdischen Kaufmannsfamilie Schocken, von ortsgeschichtlicher Bedeutung. Ursprünglich 1886 als zweigeschossiges Wohnhaus mit zwei Läden errichtet, mehrfach umgebaut, heute in der Gestalt von 1912 erhalten, dreigeschossig, im Erdgeschoss große Ladenfront mit mittigem Eingang, verzierten, vermutlich gusseisernen Pfeilern neben der Eingangstür, Obergeschoss sechsteilige Rechteckfenster, im 1. Obergeschoss quadratisch, im 2. Obergeschoss liegende Formate, die Fensterachsen durch Lisenen voneinander getrennt, wodurch eine Betonung der Vertikale erfolgt, Brüstungsfelder unter den Fenstern im 2. Obergeschoss kassettiert, geschweifter Segmentbogenziergiebel, im hinteren Bereich vermutlich Wareneingang mit der Inschrift: „Konsum“, vergleichbare Landwarenhäuser nur selten erhalten. | 09231378 |
| Direkt Bild zu diesem Denkmal hochladen | Ehemaliges Wohnstallhaus eines ehemaligen Dreiseithofes | Äußere Zwickauer Straße 84 (Karte)  | 1. H. 19. Jh. (Wohnstallhaus) | gut erhaltenes Fachwerkhaus von bau- und ortsgeschichtlichem Wert. Letzter Rest eines heute nicht mehr erhaltenen Bauernhofes, zweigeschossig, rechteckiger Grundriss, Erdgeschoss massiv, Fachwerk-Obergeschoss mit gezapften Streben, zweiriegelig, Satteldach, an der Eingangstraufseite nachträgliche Anbauten aber im Wesentlichen erhalten, Sanierung 2001. | 09231379 |
| Direkt Bild zu diesem Denkmal hochladen | Wohnstallhaus eines ehemaligen Bauernhofes | Äußere Zwickauer Straße 94 (Karte)  | 1. H. 19. Jh. (Wohnstallhaus) | eines der wenigen noch erhaltenen Fachwerkhäuser in Oberplanitz, von baugeschichtlicher und ortsgeschichtlicher Bedeutung. Erdgeschoss massiv, Fachwerk-Obergeschoss mit regelmäßigen Streben und Ständern, zweiriegelig, gezapfte Holzverbindungen, breiter Schwellenkranz, Satteldach. | 09231381 |
| Direkt Bild zu diesem Denkmal hochladen | Wohnhaus in offener Bebauung | Äußere Zwickauer Straße 130 (Karte) | 1877                          | kleines original erhaltenes Gebäude im Schweizer Stil von baugeschichtlicher und großer städtebaulicher Bedeutung. Eingeschossig mit Drempel, zweiachsiger Mittelrisalit mit großem Dacherker, hier die Oberlichter der Fenster polygonal ausgebildet, Klinkereinfassungen der Fenster und der Ecken in Form eines Zahnschnittfrieses sowie Klinkergesimse, Drempelgeschoss Fachwerk u. a. mit Andreaskreuzen, Brüstungsfelder der Fensteröffnungen im Drempelgeschoss teilweise mit Schnitzwerk dekoriert, an der Giebelseite markante Eingangsüberdachung Holz mit durchbrochenen Füllungsfeldern, flach geneigtes schiefergedecktes Satteldach, reich verzierte Schwebegiebel, ebenso die Traufbereiche des Daches verziert, ursprünglich erbaut als Wohnhaus für den Planitzer Bau- und Zimmermeister Louis Winkler, Sanierung 1999/2000. | 09231382 |
| Direkt Bild zu diesem Denkmal hochladen | Wohnhaus | Bergstraße 14 (Karte)               | 1930 (Wohnhaus)               | Holzfertigteilhaus der Firma Höntsch aus Dresden, baugeschichtlicher Wert. Original erhaltenes Holzfertigteilhaus über annähernd quadratischem Grundriss mit waagerechter Holzverschalung, Rechteckfenster, teilweise quadratisch, mehrflügelig gesprosst, Fensterläden mit Lamellen, Walmdach, Hauseingang seitlich, Gebäude original fast unverändert erhalten, einer der wenigen Zeugen der Holzbauweise in Zwickau. | 09300291 |
| Direkt Bild zu diesem Denkmal hochladen | Häuslerhaus | Bergstraße 78 (Karte)               | 1850/60                       | zeittypisches Fachwerkgebäude mit verkleidetem Obergeschoss von stadtentwicklungsgeschichtlicher Bedeutung. einfacher zweigeschossiger Bau mit massivem Erdgeschoss, Fachwerk-Obergeschoss mit Verbretterung, Satteldach, Giebeldreieck verbrettert mit zu großen Fenstern, traufseitiger massiver Anbau, vermutlich wurde beim Anbau jedoch das Fachwerk im Obergeschoss nicht beeinträchtigt, originales Türportal mit waagerechter Verdachung, Fenster Putzfaschen, eventuell Häuslerhaus oder Bergarbeiterwohnhaus, stadtentwicklungsgeschichtlicher und baugeschichtlicher Bedeutung. | 09230871 |
| Direkt Bild zu diesem Denkmal hochladen | Mietshaus in Ecklage sowie angrenzendes Wohnhaus | Cainsdorfer Straße 1; 3 (Karte)     | 1878                          | älteres Fachwerkwohnhaus mit neuerem Mietshausanbau von ortsentwicklungsgeschichtlicher und baugeschichtlicher Bedeutung. Cainsdorfer Straße 1: Mietshaus in Ecklage, zweigeschossiger Putzbau über winkelförmigem Grundriss mit Gurtgesimsen zwischen Kellergeschoss und Erdgeschoss sowie Erdgeschoss und Obergeschoss, im Erdgeschoss Rechteckfenster in regelmäßiger Reihung, vorkragende Sohlbänke teilweise auf volutenartigen Kragsteinen, im Obergeschoss waagerechte Fensterverdachungen, Eckrisalit dreigeschossig aufwändige Putz-Stuck-Dekorationen, Treppenhaus mit einfachen Bleiglasfenstern, dieses Haus wurde an ein älteres Fachwerkwohnhaus angebaut, dominanter Bau, prägt das Straßenbild maßgeblich, bezeichnet 1878 am Eckrisalit. Cainsdorfer Straße 3: Fachwerkwohnhaus, älteres der beiden Gebäude, etwa um 1800 errichtet, vermutlich Häusleranwesen oder Arbeiterwohnhaus, Erdgeschoss massiv, Fachwerk-Obergeschoss mit regelmäßigen Fachwerkeckstreben, vermutlich wurde das Haus eingekürzt, Satteldach, möglicherweise ehemaliges Wohnstallhaus eines heute nicht mehr existierenden Bauernhofes, nachträglich beim Bau des Mietshauses gekürzt, so dass heute nur noch fünf Fensterachsen vorhanden sind. Wohnhaus und Betriebssitz des Planitzer Baumeisters Hermann Rietscher, welcher maßgeblich am Bau der Lukaskirche beteiligt war. Nach dessen Tod wurden Gebäude und Firma von dem bekannten Planitzer Baumeister Kurt Meichsner übernommen. | 09231401 |
| Direkt Bild zu diesem Denkmal hochladen | Wohnhaus in offener Bebauung mit Hinterhaus | Cainsdorfer Straße 4 (Karte)        | 1866/67                       | Putzbauten, Haupthaus markantes, historisierendes Gebäude seiner Zeit, mit wenigem, aber noblem Fassadenschmuck, von baugeschichtlichem und künstlerischem Wert. Wohnhaus: über rechteckigem Grundriss zweigeschossiger Putzbau mit Klinker- bzw. Terrakottaformsteinen dekoriert u. a. Gurtgesims, Kranzgesims und Fenstereinfassungen, teilweise Friese aus Rhomben bzw. Zackenfriese und Konsolfriese am Kranzgesims, Fenster mit profilierten Sandsteineneinfassungen, Rechteckfenster mehrflügelig, im 1. Obergeschoss waagerechte Fensterverdachungen, zwischen Erdgeschoss und Obergeschoss Sohlbankgesims, Putz und Terrakottaformsteinen, Satteldach, Hauseingang giebelseitig mit hölzernem Vorbau mit Gesprenge, über diesem Veranda, ebenfalls mit Holzbrüstung aus der Bauzeit, originale Haustür zweiflügelig mit Glaseinsätzen und wenigem Zierrat, dagegen aufwändig gestaltetes gesprosstes Oberlichtfenster mit neogotischer Sprossung. Hinterhaus: eingeschossig mit Drempel, Ziegelbau verputzt, Natursteintüreinfenstereinfassungen, Haus war ursprünglich Remise, Pferdestall, Waschhaus, Baderaum und Lagerraum, Satteldach, noch original und unverändert aus der Bauzeit, um 1850/60 erbaut. Typischer Bau des Baumeisters A. Tannert, der über seinen Lehrer in Schinkelnachfolge steht. | 09231402 |
| Direkt Bild zu diesem Denkmal hochladen | Wohn- und Kontorgebäude des ehemaligen Baumeisters Müller | Darwinstraße 2 (Karte)              | bez. 1897                     | traditioneller Klinkerbau in gutem Originalzustand von baugeschichtlichem Wert. Zweigeschossiger Klinkerbau über unregelmäßigem Grundriss mit Fachwerkelementen, roter Klinker, Eingang an der Hinterseite mit hölzerner, reich verzierter Vorlaube, Ziergiebeln mit Muschelornamentik bezeichnet 1897, Satteldach, Dachdeckung mit Betondachsteinen in Rautenform aus der Bauzeit gedeckt (singulär), anschließend an dieses Gebäude befindet sich der Bauhof, ein zweigeschossiger Klinkerbau, der aber nicht als Denkmal ausgewiesen wurde. | 09231277 |
| Direkt Bild zu diesem Denkmal hochladen | Villa | Ebersbrunner Straße 25 (Karte)      | um 1900                       | gut erhaltener Klinkerbau von baugeschichtlichem Wert. Zweigeschossiger Bau über unregelmäßigem Grundriss, Sockel Polygonmauerwerk aus Porphyrtuff, Ecken Bossenquader aus Sandstein, Fenstereinfassungen ebenfalls Sandstein, profiliertes Gurtgesims, zwischen Erdgeschoss, Obergeschoss und Kellergeschoss ebenfalls Sandstein, auch die Fensterbankgesimse und die Fenstereinfassungen an der Fassade aus Sandstein, Fenstereinfassungen mit Schlussstein in beiden Etagen, seitlich Hauseingang mit waagerechter Verdachung, in diesem Eingangsbereich Nische aus Sandstein, heute ohne Figur, kleine dekorative Tafel über dieser Nische mit Wappen und Blattwerk, die ebenfalls waagerechte Verdachung weit vorkragende Krüppelwalmdächer mit verziertem Leergesperre, Haustür und Fenster größtenteils erneuert, nur noch wenige der originalen Fenster erhalten, ursprünglich vermutlich hölzerner Wintergarten, dieser teilweise massiv ersetzt, Denkmalwert: baugeschichtlicher Wert. | 09231280 |
| Direkt Bild zu diesem Denkmal hochladen | Mietshaus in Ecklage in halboffener Bebauung, Teil eines Doppelmietshauses (zugehörig Freiheitsstraße 33)                                                           | Emil-Rosenow-Straße 28 (Karte)      | 1902                          | mit Laden, traditioneller schlichter Klinkerbau von stadtentwicklungsgeschichtlicher und baugeschichtlicher Bedeutung. Eck- und Seitenrisalit, Eckrisalit polygonal ausgebildet mit Laden im Erdgeschoss, dreigeschossig mit Pyramidenhelm, im Dachbereich Klinkermischbauweise, dieser Dachaufbau wird bekrönt von kurzen Mauerpfeilern mit Welschen Hauben als Bedachung, Dacherker über dem Seitenrisalit in gleicher Weise gestaltet, Fassade schlicht mit roten Klinkerverblendern sowie Segmentbogenfensteröffnungen in regelmäßiger Reihung, heute Fenster nicht original erhalten, die Fassade wird weiterhin gegliedert durch gelbe Klinkerbinderschichten, Mansarddach mit Schleppgauben. | 09231282 |
| Direkt Bild zu diesem Denkmal hochladen | Mietshaus in Ecklage in offener Bebauung | Emil-Rosenow-Straße 29 (Karte)      | 1905                          | traditioneller Klinkerbau, Beispiel für die Arbeitervorstadtbebauung Zwickaus, woraus sich die stadtentwicklungsgeschichtliche Bedeutung ergibt. Ähnliche Gestaltung wie das Nachbarhaus mit Eckrisalit und Seitenrisalit, Ecke polygonal ausgebildet, Segmentbogenfensteröffnungen, die Fenster selbst nicht original erhalten, repräsentativer Dacherker mit Bekrönungen mit kleinen Welschen Hauben bzw. Pyramidenhelmchen. | 09231283 |
| Direkt Bild zu diesem Denkmal hochladen | Mietshaus in Ecklage in offener Bebauung | Emil-Rosenow-Straße 31 (Karte)      | 1907                          | mit Laden, Teil eines Hausensembles in einer für die Vorstadt Zwickaus typischen Gestaltung, daher von stadtentwicklungsgeschichtlicher Bedeutung. gleiche Gestaltung wie die benachbarten Eckbauten mit Eckrisalit, Ecke polygonal ausgebildet, dort Laden, rote Klinkerverblender dekoriert mit gelben Klinkerbinderschichten, Mansarddach, im Dachbereich leichte Veränderungen, als Teil eines relativ geschlossenen Hausensembles, von stadtentwicklungsgeschichtlicher Bedeutung als typisches Beispiel der Arbeitervorstadtbebauung. | 09300133 |
| Weitere Bilder                          | Wasserturm, zugleich Aussichtsturm | Ernst-August-Geitner-Straße (Karte) |                               | frühes Beispiel der Stahlbetonskelettbauweise, ehemals landschaftsprägender und markanter Wasserturm der Stadt Zwickau, Zeugnis für die Wasserversorgung der Gemeinde Oberplanitz, von baugeschichtlicher und stadtgeschichtlicher, versorgungsgeschichtlicher Bedeutung. Monolithischer Stahlbetonskelettbau mit Mauerwerksausfachungen über polygonalem Grundriss, Betonschaft mit Rechteckfensteröffnungen bzw. annähernd ovalen Fensteröffnungen, auskragendem Hochbehälter ebenfalls mit Fensteröffnungen, über dem Wasserhochbehälter offener Umgang, Dachabschluss durch Glockendach, Ausführung und Form waren für die damaligen Verhältnisse hochmodern. Der heute vorgefundene Bauzustand lässt auf eine Arbeit mit hoher Qualität schließen. Das Fassungsvermögen betrug ca. 300 Kubikmeter Wasser, welches zur Versorgung der damals noch selbstständigen Gemeinde Oberplanitz diente. Auf Grund seiner exponierten Lage war auf der oberen Plattform ein Aussichtspunkt, der auch bis in die 1930er Jahre genutzt wurde. Für diesen Zweck war der Turmaufsatz offen. Fuß 399 m und Spitze 422 m über NN. Anmerkung: auf Grund des schlechten Erhaltungszustandes mussten umfangreiche Sanierungsmaßnahmen vorgenommen werden, die zum Ersatz großer Teile des originalen Baubestandes führten. Diese Maßnahmen erfolgten mit denkmalschutzrechtlicher Genehmigung in direkter Anlehnung an das Original, seit der Erbauung der Neubauten um den Wasserturm ist der singuläre und landschaftsprägende Standort verloren gegangen. | 09231393 |
| Direkt Bild zu diesem Denkmal hochladen | Mietshaus in halboffener Bebauung, Teil eines Doppelmietshauses (zugehörig Emil-Rosenow-Straße 28)                                                                  | Freiheitsstraße 33 (Karte)          | um 1902                       | Teil eines Hausensembles in typischer Vorstadtgestaltung von stadtentwicklungsgeschichtlicher Bedeutung. Schlichter Klinkerbau, sechsachsig mit zweiachsigem Seitenrisalit, Fassade mit roten Klinkern verblendet, dekoriert mit gelben Klinkerbinderschichten, Segmentbogenfensteröffnungen, die Fenster nicht original erhalten, Mansarddach mit Schleppgauben, zweiachsiger Dacherker bekrönt von kleinen Mauerpfeilern mit Welschen Hauben. | 09231442 |
| Direkt Bild zu diesem Denkmal hochladen | Wohnhaus in offener Bebauung | Gottfried-Keller-Straße 1 (Karte)   | 1887/1888                     | markanter, das Straßenbild maßgeblich prägender Putzbau in sehr gutem Originalzustand, von baugeschichtlicher, stadtentwicklungsgeschichtlicher und städtebaulicher Bedeutung. Rechteckiger Grundriss, zweigeschossig, sieben Achsen, Gurtgesims zwischen Erdgeschoss und Obergeschoss, regelmäßig angeordnete Rechteckfenster, ursprünglich Mitteleingang an der Traufseite, heute verlegt und zu Fensteröffnung umgebaut, Putznutung im Erdgeschoss, Obergeschoss Fenster mit waagerechter Fensterverdachung, Putz-Stuck-Dekorationen im Obergeschoss das Mittelfenster flankierend, vierachsiger Dacherker mit Dreieckgiebel, Satteldachabschluss. | 09231121 |
| Direkt Bild zu diesem Denkmal hochladen | Steinbogenbrücke über den Erlichtbach | Kreuzbergweg (Karte)                | 19. Jh.                       | dem Eisenerztransport von Stenn nach Cainsdorf zur Königin-Marien-Hütte dienende Brücke von regionalgeschichtlicher und industriegeschichtlicher Bedeutung. Diente dem Eisenerztransport von Stenn nach Cainsdorf zur Königin-Marien-Hütte | 09231482 |
| Direkt Bild zu diesem Denkmal hochladen | Mietshaus in Ecklage in offener Bebauung | Mozartstraße 4 (Karte)              | 1899–1900                     | zeittypischer Klinkerbau von baugeschichtlichem und städtebaulichem Wert. Zweigeschossig, Eckrisalit dreigeschossig, Sockel verputzt, Fassade roter Klinker mit gelben Klinkerbändern, im 1. Obergeschoss Betonfenstereinfassungen mit waagerechter Verdachung, am Eckrisalit im 1. Obergeschoss Fenstereinfassungen mit Dreieckgiebelverdachung, im Erdgeschoss originale Fenster, Satteldach, Eckrisalit mit flachgeneigtem Pyramidenhelm. | 09247511 |
| Direkt Bild zu diesem Denkmal hochladen | Villa mit Garten | Oskar-Lorenz-Straße 10 (Karte)      | bez. 1900                     | architektonisch anspruchsvoller Klinkerbau in gut erhaltener Parkanlage von baukünstlerischer Bedeutung. Eingeschossiger Bau mit mehreren Vor- und Rücksprüngen, Sockel Porphyrtuffplatten, Polygonmauerwerk, Natursteinfenstereinfassungen, Eckquaderung mit Bossenquadern, Fassade mit roten Klinkern, an den Kellerfenstern originale Gitter aus der Erbauungszeit der Villa – sehr schöne reich dekorierte Gitter, Hauseingang hinter dem Haus mit originalem Geländer, reich verzierteHaustür mit halbrundem Oberlichtfenster mit gedrechselten Sprossen, über der Tür sehr originale Laternen mit Buntglasscheiben sowie reich verziertes Holzdach, Fenster original erhalten, Kastenfenster zweiflügelig mit Oberlicht, Haus bezeichnet 1900 über der Eingangstür, große mehrteilige rundbogige Fenster im Treppenhausbereich mit Steinstegen, Gesimse und Quaderungen aus Sandstein sowie Fenstereinfassungen, reich gegliederte Dachlandschaft teilweise mit Pyramidenhelmen über den Gauben, diese bekrönt von Kugeln, Garten: erhalten Beeteinfassungen in Granit, Reste eines Brunnens oder eines runden Wasserbeckens vor der Villa sowie Wegeführung, Rondell und weitere Wegeführungen sind heute noch erahnbar sowie alter Baumbestand. | 09231134 |
| Direkt Bild zu diesem Denkmal hochladen | Wohn- und Geschäftshaus in Ecklage in offener Bebauung | Poststraße 1 (Karte)                | um 1905                       | repräsentativer, städtebaulich markanter Putzbau mit Fachwerkzierrat in sehr gutem Originalzustand von städtebaulicher und baugeschichtlicher Bedeutung. Dreigeschossiger Putzbau über winkelförmigem Grundriss mit verbrochener Ecke, markante seitlich angeordnete Erker ab 1. Obergeschoss über zwei Achsen und zwei Geschosse, im oberen Bereich mit Zierfachwerk, Dacherker ebenfalls mit Zierfachwerk u. a. mit Knaggen und Ständerfachwerk, Fenster dem Vorbild entsprechend erneuert mit gesprossten Oberlichtern, Schieferdeckung, Mansarddach, Erdgeschoss mit großer Schaufensterfront, dort die Oberlichtfenster gesprosst, diese Schaufenster sind dem Vorbild entsprechend angenähert neu eingebaut worden. | 09231230 |
|                                         | Postamt | Poststraße 2 (Karte)                | 1916                          | städtebaulich dominanter Putzbau in sehr gutem Originalzustand, von baugeschichtlichem, ortsgeschichtlichem und städtebaulichem Wert. Dreigeschossiger Putzbau, erhöht liegend über rechteckigem Grundriss, mit regelmäßig angeordneten Rechteckfenstern und seitlichem Zugang zum Postamt mit kleiner Verdachung mit Walmdach mit Biberschwanzdeckung, im 1. Obergeschoss Fensterbankgesims und Rechteckerker um die Ecke herumgezogen mit Pilastern und Putz-Stuck-Dekorationen ebenfalls mit Walmdach mit Biberschwanzdeckung, die Fensterachsen im 1. und 2. Obergeschoss durch Putzfelder zusammengefügt, die Fensterbrüstungen dekoriert mit Putz-Stuck-Medaillons u. ä., vierachsiger repräsentativer Dacherker mit Segmentbogen abschließend, dort Wappenfeld mit ornamentaler Verzierung mit den Initialen M und S, Walmdach, Fenster und Türen verändert, Fenster dem Vorbild entsprechend angenähert gestaltet. | 09231726 |
| Weitere Bilder                          | Methodistische Kirche mit Ausstattung, dazu Pfarrhaus, Konfirmanden- und Gemeindesaal, Außenanlagen sowie Einfriedung                                               | Richardstraße 8 (Karte)             | 1951–1953                     | Einheitliches Ensemble zumeist aus den beginnenden 1950er-Jahren, singuläre Anlage von baugeschichtlicher, baukünstlerischer und städtebaulicher Bedeutung. Kirche: Die Kirche gehört zu den wenigen nach dem Zweiten Weltkrieg errichteten Kirchenbauten der DDR und ist im Original überliefert, Saalkirche mit niedrigem, seitlich angeordnetem Rechteckturm an der Nordwestseite, aus vielen Baukörpern gefügter Baukomplex, Sockelgeschoss mit Rochlitzer Porphyrtuffplatten verblendet, Fassade Glattputz, zum wichtigen Gestaltungselement werden die Fensteröffnungen, die sich in Form, Größe und Anordnung unterscheiden, an der Nordseite hohe schmale Rechteckfenster im Bereich des Kirchenschiffes, diese eingefasst mit Rochlitzer Porphyrtuffplatten, an der Südseite wurden Segmentbogenfenster paarweise angeordnet, darüber Rundfenster in regelmäßiger Reihung, diese ebenfalls eingefasst mit Porphyrtuff bzw. mit aufgeputzten Einfassungen, im unteren Turmbereich repräsentativer Eingang mit Vorhaus, dessen Giebeldreieck mit aufgeputztem Kreuz, auch dieses Vorhaus mit Rochlitzer Porphyrtuffplatten eingefasst, Eingangsportal, Lampen aus den 1950er-Jahren, geschweiftes Satteldach mit Schleppgauben, im Inneren: Altar mit großem Kreuz, Kanzel und Taufständer aus Cottaer Sandstein, Altarrelief: Geburt – Auferstehung – Ausgießung des Geistes, farbige Holzdecke, Leuchter in Handarbeit, Schleifladenorgel. Zeitgleich mit der Kirche wurde das Pfarrhaus im gleichen Stil mittels eines Querriegels mit Eingang angefügt. Unterhalb der Kirche an der Westseite in Nähe des Eingangs befindet sich eine große Freitreppe, über die man in den zeitgleich gestalteten Park und zum Garteneingang gelangt. Parkanlage: dem natürlichen Gelände angepasst, Baumbestand und Wegeführung aus der Erbauungszeit der Kirche erhalten, u. a. Hainbuchenhecken, Birken, Kastanien, Nadelgehölze, Rhododendren, Kiefern, Wiesenflächen, Wege. | 09231739 |
| Direkt Bild zu diesem Denkmal hochladen | Villa (mit drei Bleiglasfenstern) sowie Garten und Einfriedung | Rottmannsdorfer Straße 3 (Karte)    | 1908–1909                     | anspruchsvoller kleiner Villenbau in großzügiger Gartenanlage mit original erhaltener Einfriedung von baugeschichtlichem Wert. Einfriedung: schmiedeeiserner Zaun, Sockel Bruchstein in unregelmäßiger Schichtung mit Klinkerabdeckung, zwei massive Zaunpfosten, originales Tor, zweiflügelig, Garten: möglicherweise Reste des alten Baumbestandes, ansonsten neuere Gartenanlage, wichtig als Freifläche vor der Villa, teilweise alte Rhododendren, Villa: eingeschossiger Putzbau über unregelmäßigem Grundriss mit reicher Dachlandschaft, Turm, Zierfachwerk, Satteldach, Erkervorbauten – teilweise modernisiert, aber noch weitgehend im Original erhalten. | 09231586 |
| Direkt Bild zu diesem Denkmal hochladen | Wohnhaus in offener Bebauung, mit Einfriedung und Garten | Rottmannsdorfer Straße 19 (Karte)   | 1906                          | zeittypisches Wohnhaus in gutem Originalzustand von baugeschichtlichem Wert. Wohnhaus (Einzeldenkmal): eingeschossig mit Drempel, schlichter Bau mit einem leicht profilierten Gesims zwischen Drempelgeschoss und Erdgeschoss, Sockel Natursteinpolygonmauerwerk abgedeckt mit dunkelrot glasierten Ziegeln, zweiachsiger und zweigeschossiger Mittelrisalit, Haus 6 × 2 Achsen, Giebel mit Rundfenster, flach geneigtes Satteldach, zwei Gauben beiderseits des Mittelrisalits mit weit vorkragenden Satteldächern, verzierte Pfetten- und Sparrenköpfe. Einfriedung (Nebenanlage): schmiedeeiserner Zaun, zwei Ziegelzaunpfeiler, Tor und Pforte aufgearbeitet aber original. Garten (Nebenanlage): teilweise alter Baumbestand u. a. Baumallee am Eingangsbereich. | 09300140 |
| Weitere Bilder                          | Einzeldenkmal der Sachgesamtheit Schlossberg Planitz: Wohnhaus, ursprünglich Gasthof, später auch Steigerhaus sowie zwei ehemalige Pferdetränken und Böschungsmauer | Schloßplatz 2 (Karte)               | 1841                          | spätbarocker Putzbau in markanter Lage von baugeschichtlicher, stadtgeschichtlicher Bedeutung (siehe auch Sachgesamtheit – Obj 09231685, Schloßplatz 1, 1a, 4, 5). Über U-förmigem Grundriss, zweigeschossiger Putzbau, 8 × 7 Fensterachsen, Walmdach mit Biberschwanzdoppeldeckung, aufgemalte Putzgliederung, Fenster dem Original nachempfunden, an der Hofseite Hauseingang, darüber Gang mit gesägter Holzbrüstung, dieser Gang erst um 1900, ausgewogen gestalteter Bau, markant stehend mit Baum im Vorfeld und in der Böschungsmauer zwei Bögen (ehemalige Pferdetränken, von der einen ist noch der Granitwassertrog erhalten, aber im Verfall begriffen), an der alten Handelsstraße. | 09231148 |
| Direkt Bild zu diesem Denkmal hochladen | Häuslerhaus | Schulstraße 7 (Karte)               | nach 1800                     | eines der wenigen noch erhaltenen Fachwerkhäuser im ehemaligen Dorf Oberplanitz, von baugeschichtlicher und stadtgeschichtlicher Bedeutung. Rechteckiger Grundriss, zweigeschossig, Erdgeschoss massiv mit entstellenden, zu großen Fenstern, Türportal Sandstein original erhalten, Fachwerk-Obergeschoss mit regelmäßig angeordneten Rechteckfenstern, Fachwerk verbrettert, Satteldach, Haus ist eines der letzten Häusleranwesen in Oberplanitz, daher kommt diesem Gebäude ein stadtgeschichtlicher Wert zu. | 09231592 |
| Direkt Bild zu diesem Denkmal hochladen | Wohnhaus mit Garagenanbau (ehemals Werkstatt) sowie Einfriedung | Schulstraße 8 (Karte)               | um 1930                       | original erhaltener Putzbau der 1930er Jahre von baugeschichtlichem Wert. unregelmäßiger Grundriss, zweigeschossig, Putzbau – Madenputz, Sockel Theumaer Schiefer bzw. Naturstein, kleiner mit Holzschindeln verkleideter Erker, Bleiglasfenster mit geometrischen Darstellungen, seitlich Hauseingang mit massivem Wetterschutz, Garagentür mit diagonalen Brettlagen, Satteldach bzw. Walmdach, Haus vermutlich nachträglich erweitert, sehr guter Originalzustand, eines der wenigen Wohnhäuser aus der Zeit 1930 – 1940, ehemals falsch erfasst unter Nummer 4. | 09300869 |
| Direkt Bild zu diesem Denkmal hochladen | Schule mit angebauter Turnhalle | Uthmannstraße 25 (Karte)            | 1904                          | traditioneller Klinkerbau in sehr gutem Originalzustand, von baugeschichtlicher und ortsgeschichtlicher Bedeutung. Dreigeschossiger Klinkerbau über T-förmigem Grundriss, an diesen Winkel in der Mittelachse der Schule ist die Turnhalle angefügt, ein eingeschossiger Klinkerbau. Schule: Natursteinsockel Polygonmauerwerk, regelmäßig angeordnete Fenster, seitliche Hauseingänge mit Natursteineinfassungen, dort Inschrift: „Knaben“ und „Mädchen“, originale Türen, originale Fenster an der hinteren Hofseite und im Treppenhaus erhalten, ebenso originale Vergitterung der Kellerfenster erhalten, Segmentbogenfenster mit gesprossten Oberlichtfenstern original aus der Erbauungszeit erhalten, Natursteineinfassung der Haustüren und der Hauseingänge aus Sandstein, Satteldach bzw. am winkelförmigen Anbau Walmdach, Biberschwanzdoppeldeckung, ein Giebel verputzt, Turnhalle: eingeschossig, roter Klinker, Rundbogenfensteröffnungen, am Giebel großes ebenfalls rundbogig geöffnetes Fenster mit Steinsprossung, Satteldach Biberschwanzdoppeldeckung. | 09231281 |